# Le Villars
Le Villars este o comună în departamentul Saône-et-Loire, Franța. În 2009 avea o populație de 259 de locuitori.

## Evoluția populației
| An        | 1975 | 1982 | 1990 | 1999 | 2006 | 2009 |
| --------- | ---- | ---- | ---- | ---- | ---- | ---- |
| Populație | 271  | 269  | 286  | 235  | 240  | 259  |